# Mchinji
 (octobre 2024).
Si vous disposez d'ouvrages ou d'articles de référence ou si vous connaissez des sites web de qualité traitant du thème abordé ici, merci de compléter l'article en donnant les références utiles à sa vérifiabilité et en les liant à la section « Notes et références ».
Mchinji est une ville du Malawi, située dans le district de Mchinji dans la Région Centrale.
Sa population était estimée en 2008 à 25 184 habitants. L'économie locale tient principalement à l'agriculture.
La ville est connue pour l'affaire de l'adoption d'un enfant par la chanteuse Madonna.

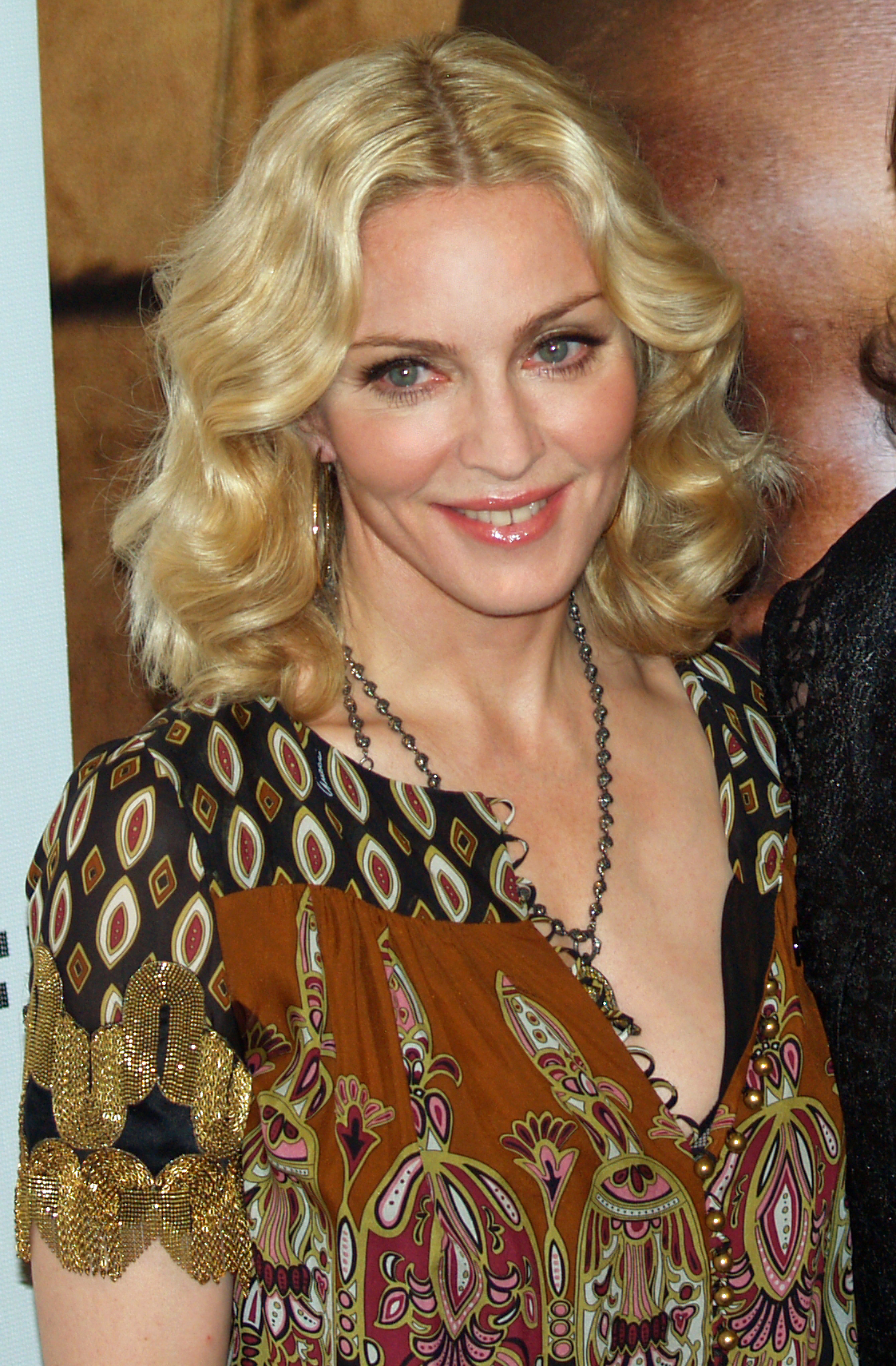
La chanteuse pop Madonna a provoqué une controverse juridique lorsqu'elle a adopté un enfant de Mchinji.